# Jerry Rubin
Jerry Rubin (ur. 14 lipca 1938, zm. 20 marca 1994) – amerykański aktywista polityczny i społeczny, jeden z założycieli Youth International Party. Był przeciwnikiem wojny w Wietnamie. W latach 80. był biznesmenem. Napisał DO IT!: Scenarios of the Revolution. W 1978 ożenił się z Mimi Leonard, z którą rozwiódł się w 1992 roku. Podczas ostatnich lat swojego życia zajmował się marketingiem wielopoziomowym głównie w zakresie rynku zdrowej żywności. Zmarł w szpitalu Los Angeles 20 marca 1994 roku po obrażeniach doznanych w wypadku samochodowym. Pogrzeb odbył się w Hillside Memorial Park.